# Don Payne (sceneggiatore)
Don Payne (Wilmington, 5 maggio 1964 – Los Angeles, 26 marzo 2013) è stato uno sceneggiatore e produttore televisivo statunitense.

## Biografia
Attivo soprattutto per la serie I Simpson (spesso in collaborazione con John Frink) è stato candidato per numerosi Premi Emmy, alcuni dei quali vinti.
A livello di sceneggiature cinematografiche ha sceneggiato (da solo o insieme ad altri) La mia super ex-ragazza, I Fantastici 4 e Silver Surfer, Thor e Thor: The Dark World.
Morì a Los Angeles il 26 marzo 2013 all'età di 48 anni.

## Filmografia

### Televisione
- I Simpson (16 episodi)
  - Treehouse of Horror XI (Scary Tales Can Come True)
  - Insane Clown Poppy
  - Bye Bye Nerdie
  - Simpsons Tall Tales
  - Treehouse of Horror XII
  - The Bart Wants What It Wants
  - The Great Louse Detective
  - Old Yeller Belly
  - The Wandering Juvie
  - Fraudcast News
  - Thank God It's Doomsday
  - Simpsons Christmas Stories
  - Little Big Girl
  - Love, Springfieldian Style
  - Take My Life, Please
  - Thursdays with Abie

### Cinema
- La mia super ex-ragazza (2006)
- I Fantastici 4 e Silver Surfer (2007)
- Thor (2011)
- Thor: The Dark World (2013)